# Sierra de Maracayú
Sierra de Maracayú (del guaraní: Mbaracaju), es una cadena montañosa comprendida entre los estados de Mato Grosso del Sur, en Brasil y Canindeyú, en Paraguay. Divide el estado de Mato Grosso en dos cuencas hidrográficas: la del Paraguay y del Paraná, siendo ambas afluentes de la gran cuenca del Plata. En ella se encuentra la línea fronteriza entre los dos países como Brasil y Paraguay, y también la convergencia de dos cordilleras como las de Amambay y la del Caaguazú en Paraguay.

## Toponimia
Proviene del guaraní Mbarakaju («sonajera divina»), figura prominente de la mitología guaraní.

## Generalidades
Este subsistema orográfico de baja altitud y de laderas suaves corresponde a la gran meseta Brasileña. En ediciones enciclopédicas y geográficas paraguayas, esta sierra o serranía es denominada como cordillera del Mbaracayú. También se la denomina Sierra de Maracajú o Mbarakaju a la continuación de sur a norte de la cordillera del Amambay que sirve de frontera entre Paraguay y el estado brasileño de Mato Grosso del Sur.